# Hải đăng Kê Gà
Hải đăng Kê Gà  (hoặc Khe Gà) ở mũi Kê Gà, thuộc xã Tân Thành, huyện Hàm Thuận Nam (trước thuộc huyện Hàm Tân), tỉnh Bình Thuận. Đây là một ngọn hải đăng dùng cho tàu thuyền giao thông trong khu vực, và đã được trung tâm sách kỷ lục Việt Nam xác nhận là ngọn hải đăng cao nhất và cổ xưa nhất Việt Nam .

## Tên gọi
- Giả thiết 1: Sở dĩ có tên gọi Khe Gà hay còn gọi là Kê Gà vì mũi đất có khe giống đầu mỏ của một con gà.
- Giả thiết 2: Đây là một phần đất tách rời từ núi Cẩm Kê mà trong sách Đại Nam nhất thống chí ghi là Kê Dữ (tức "Đảo Gà"), là vì nơi đây có đàn gà rừng với màu lông sặc sỡ sống bên khe suối có dòng nước ngọt chảy ra biển.

Trong văn bản hành chính thường viết là Kê Gà, nhưng có ý kiến cho rằng, viết đúng phải là Khe Gà.

## Hòn đảo
Hòn đảo, tục gọi là hòn Bà, rộng 5 ha với hàng trăm cụm đá hoa cương vàng rực muôn hình muôn vẻ và hàng trăm cây sứ đại thụ.
Mũi đất này còn được người dân địa phương gọi là Mũi Điện do ngọn hải đăng ở đây phát sáng bằng năng lượng điện. Tuy nhiên, cái tên "Mũi Điện" thường được dùng để chỉ mũi Đại Lãnh ở Phú Yên.

## Hải đăng

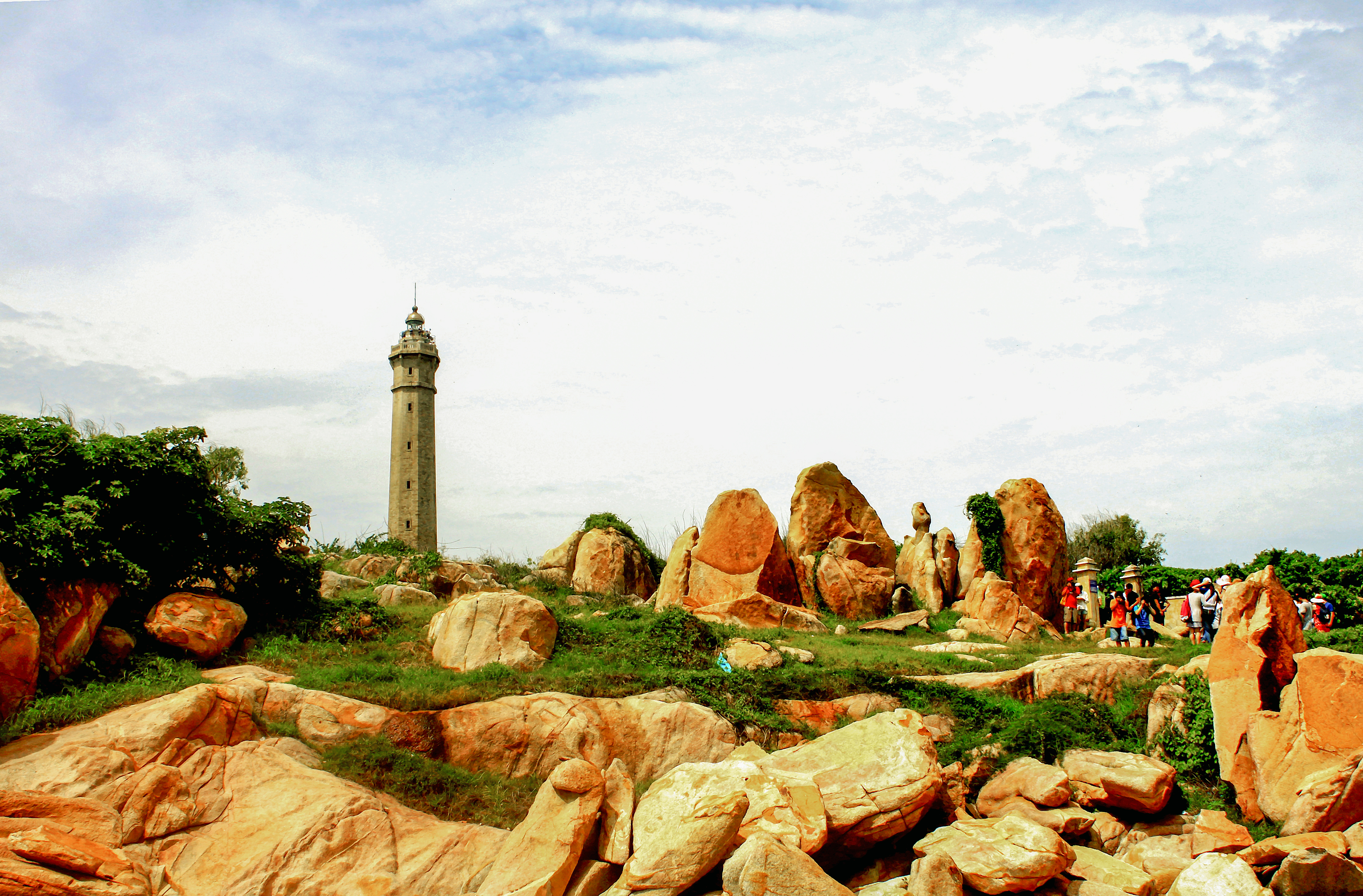
Hải đăng Kê Gà (ảnh 2)

Hiện nay, hòn đảo Khe Gà và ngọn Hải đăng đã trở thành điểm du lịch hấp dẫn với du khách khi đến thăm tỉnh Bình Thuận. Hải đăng Khe Gà còn là di tích kiến trúc độc đáo.
Theo lịch sử hàng hải ở khu vực này, Mũi Khe Gà được coi là một vị trí cực kỳ hiểm yếu của vùng biển từ Phan Rang đi Vũng Tàu. Ngay từ các thế kỷ trước đã có rất nhiều thuyền buôn qua lại nơi đây và bị đắm do không xác định được tọa độ, vị trí. Để đáp ứng nhu cầu vận tải của quân đội Pháp cũng như tàu buôn của nước ngoài qua đây, người Pháp đã nghiên cứu và cho xây dựng ngọn hải đăng Khe Gà. Trong thời gian xây dựng hải đăng, có nhiều người thiệt mạng do tai nạn xây cất. Hiện nay, ở đây vẫn còn nghĩa địa nơi yên nghỉ của những người đã chết khi xây dựng công trình này.
Bên trong hải đăng có 183 bậc thang xoáy trôn ốc bằng thép dẫn đến đỉnh hải đăng cùng hàng chục bậc tam cấp dẫn lên đến đỉnh đèn. Xung quanh chân Hải đăng có hai hàng hoa sứ dọc theo lối đi do người Pháp trồng từ cuối thế kỷ trước đến nay còn nguyên, toả bóng mát quanh năm. Vật liệu xây cất được đưa từ Pháp sang, kể cả ngọn đèn trên đỉnh và máy phát điện.

## Thông tin kĩ thuật
- Thiết kế: Chnavat (người Pháp)

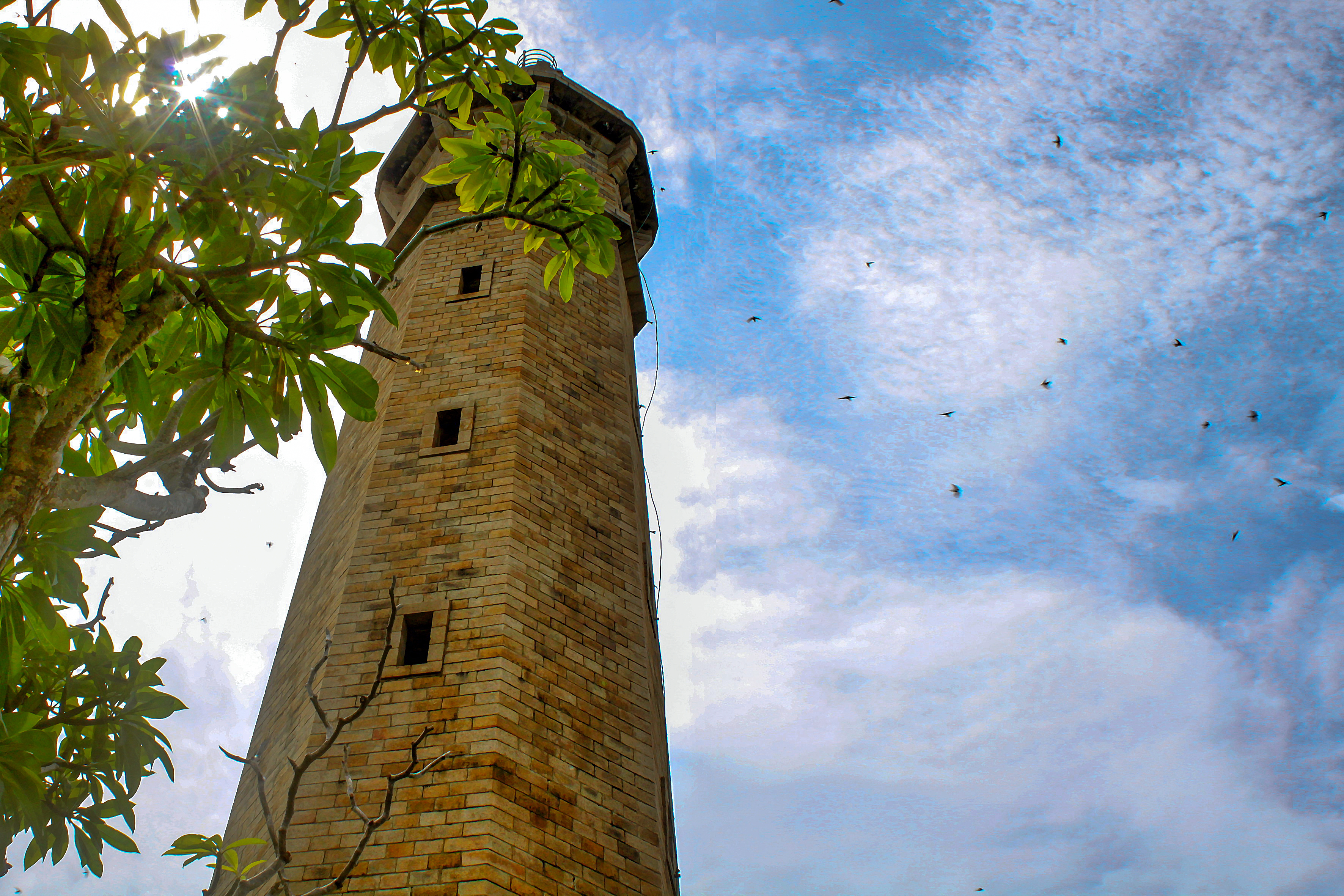
Ngọn hải đăng Kê Gà

- Thời gian xây dựng: tháng 2 năm 1897 - cuối năm 1898
- Bắt đầu hoạt động: năm 1900
- Chất liệu: đá
- Chiều cao: 35m
- Chiều cao toàn bộ tính từ tầm ngọn đèn đến mặt biển: 65m
- Kích thước mỗi cạnh (chân): rộng 3m, đỉnh rộng 2,5m
- Bề dày tường: từ chân đến độ cao 6m là 1,6m, càng lên cao độ dày càng giảm từ 1,50m và mỏng nhất ở đỉnh tháp là 1m.
- Bóng đèn: 2.000W
- Bán kính quét sáng trên biển: 22 hải lý, tương đương 40 km, dùng làm tín hiệu hướng dẫn tàu bè qua lại.
- Có một tấm đá hoa cương lớn đặt ngay trước cửa vào Hải đăng khắc năm 1899. Tấm đá hoa cương này chưa biết người Pháp đưa từ đâu đến vì trong khu vực không có loại đá này. Không phải chỉ là những viên đá bình thường có 4 góc mà tất cả những khối đá hoa cương dùng xây Hải đăng đều đã được chạm, khắc thành từng ô, từng hình chữ nhật phẳng. Nghĩa là gần như có sẵn một ngọn tháp bằng đá đã được làm sẵn, khi xây dựng chỉ cần lắp đặt vào đúng thứ tự, góc cạnh từ dưới lên trên và không cần sử dụng vữa kết dính lại, các phiến đá khít khao, bền vững, không cần phải trét sửa chữa.

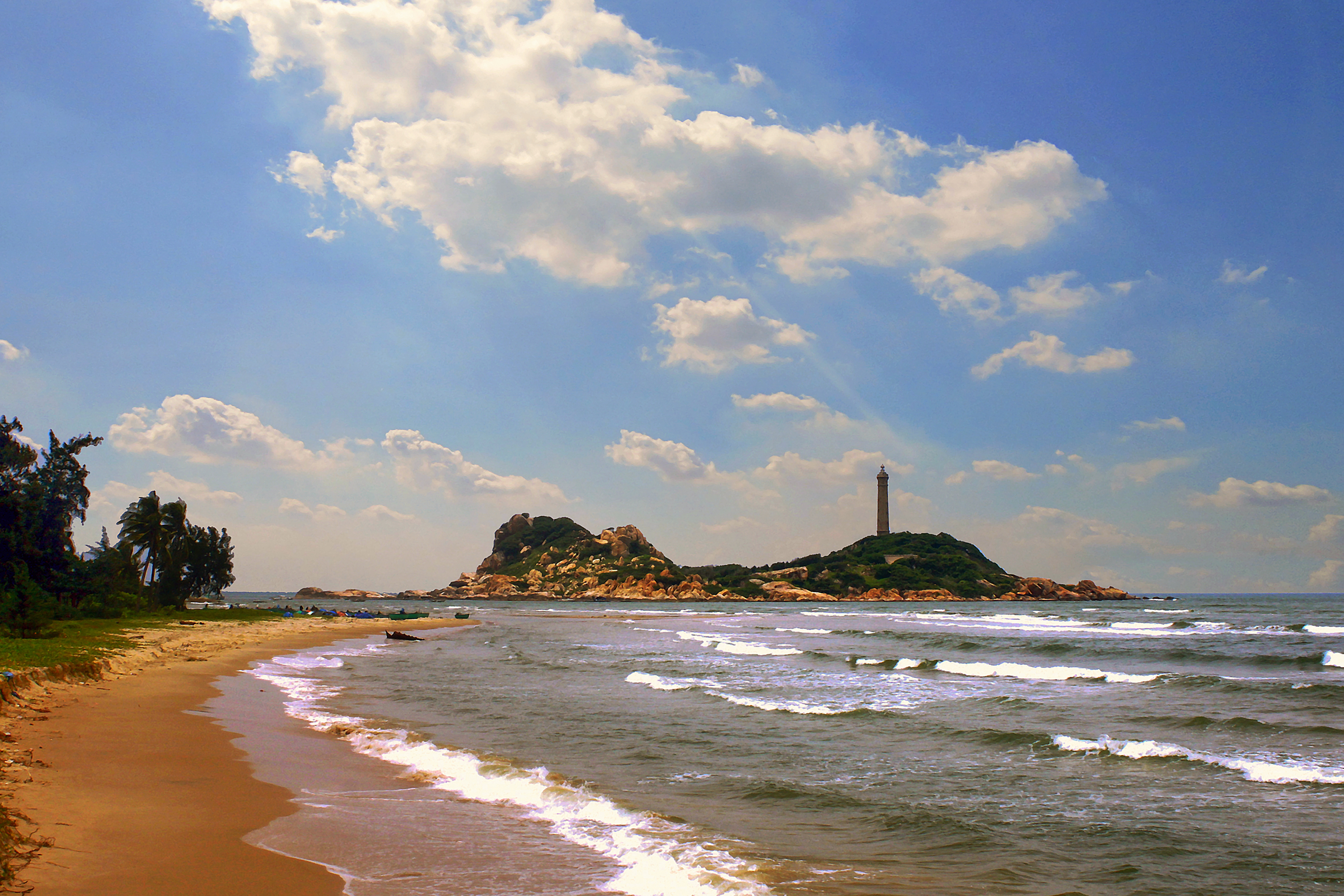
Hải đăng Kê Gà (nhìn từ xa)

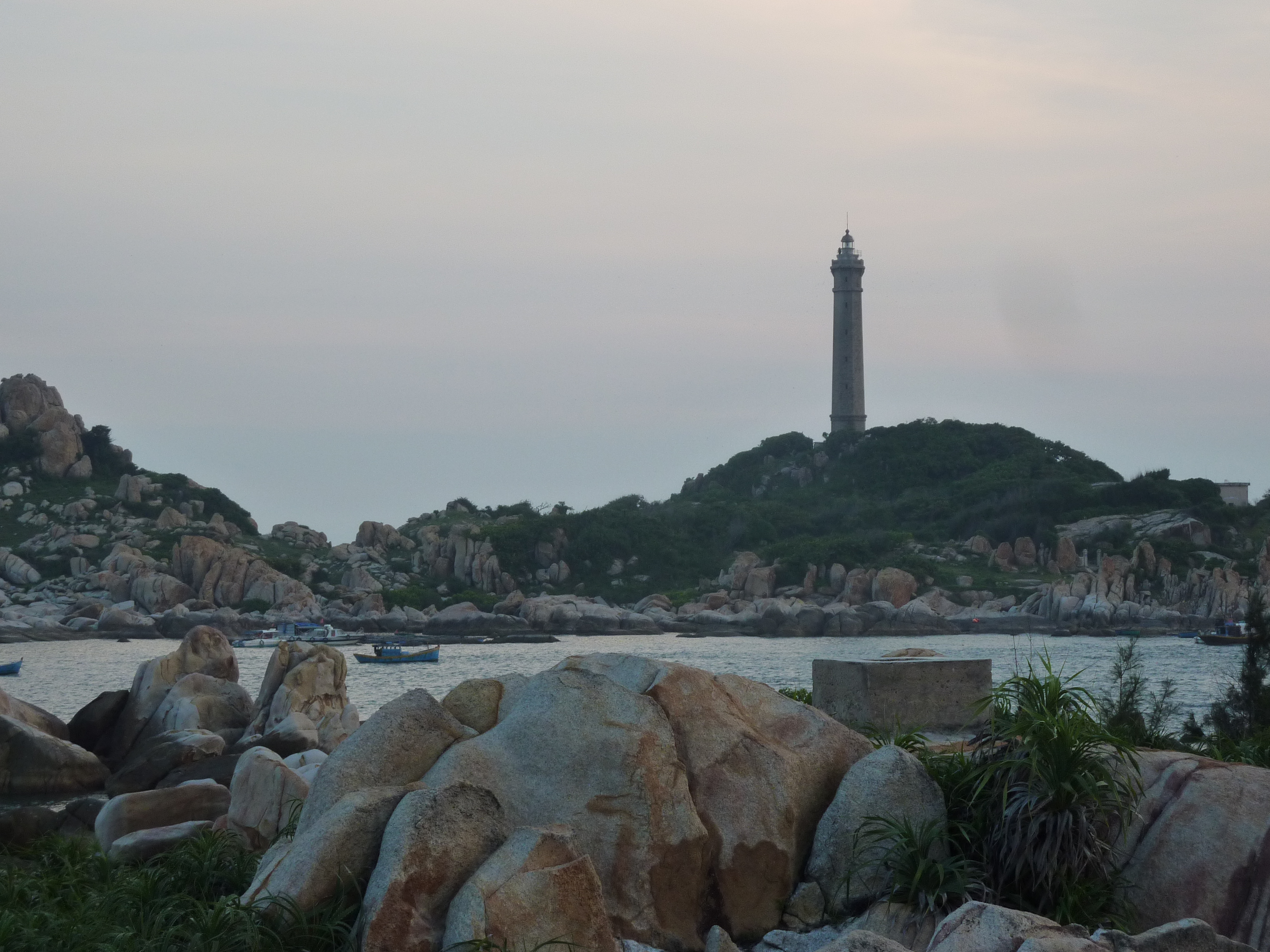
Hải đăng Kê Gà nhìn trực diện từ xa